# Jamal Wilson
Jamal Wilson (ur. 1 września 1988) – bahamski lekkoatleta specjalizujący się w skoku wzwyż.
Rekordy życiowe: stadion – 2,30 (9 stycznia 2016, Nassau, 11 kwietnia 2018, Gold Coast oraz 11 stycznia 2020, Nassau); hala – 2,33 (11 lutego 2020, Bańska Bystrzyca).

## Osiągnięcia
| Rok  | Impreza                                           | Miejsce        | Lokata            | Wynik |
| ---- | ------------------------------------------------- | -------------- | ----------------- | ----- |
| 2005 | Mistrzostwa świata juniorów młodszych             | Marrakesz      | el. – 22. miejsce | 1,95  |
| 2006 | Mistrzostwa świata juniorów                       | Pekin          | el. – 25. miejsce | 2,10  |
| 2006 | Mistrzostwa Ameryki Środkowej i Karaibów juniorów | Port-of-Spain  | 2. miejsce        | 2,11  |
| 2007 | Mistrzostwa panamerykańskie juniorów              | São Paulo      | 1. miejsce        | 2,11  |
| 2008 | Mistrzostwa Ameryki Środkowej i Karaibów          | Cali           | 3. miejsce        | 2,13  |
| 2008 | Młodzieżowe mistrzostwa NACAC                     | Toluca         | 3. miejsce        | 2,23  |
| 2010 | Młodzieżowe mistrzostwa NACAC                     | Miramar        | 3. miejsce        | 2,13  |
| 2013 | Mistrzostwa Ameryki Środkowej i Karaibów          | Morelia        | 3. miejsce        | 2,22  |
| 2014 | Igrzyska Wspólnoty Narodów                        | Glasgow        | el. – 14. miejsce | 2,11  |
| 2014 | Igrzyska Ameryki Środkowej i Karaibów             | Xalapa         | 5. miejsce        | 2,18  |
| 2016 | Halowe mistrzostwa świata                         | Portland       | 11. miejsce       | 2,20  |
| 2016 | Igrzyska olimpijskie                              | Rio de Janeiro | el. – 25. miejsce | 2,22  |
| 2018 | Halowe mistrzostwa świata                         | Birmingham     | 9. miejsce        | 2,20  |
| 2018 | Igrzyska Wspólnoty Narodów                        | Gold Coast     | 2. miejsce        | 2,30  |
| 2018 | Igrzyska Ameryki Środkowej i Karaibów             | Barranquilla   | 5. miejsce        | 2,24  |
| 2019 | Igrzyska panamerykańskie                          | Lima           | –                 | NH    |

Medalista mistrzostw Bahamów. Stawał na podium CARIFTA Games.